# Ben Wallace (Basketballspieler)
Ben Camey Wallace (* 10. September 1974 in White Hall, Alabama) ist ein ehemaliger US-amerikanischer Basketballspieler, der von 1996 bis 2012 in der National Basketball Association (NBA) aktiv war. Er galt während des Großteils seiner Karriere als einer der besten Verteidiger der Liga und wurde von 2002 bis 2006 viermal als NBA Defensive Player of the Year ausgezeichnet. Er hält damit zusammen mit Dikembe Mutombo und Rudy Gobert den Rekord für die meisten Auszeichnungen dieser Art.
Obwohl er in der NBA-Draft 1996 von keinem Team ausgewählt wurde, hatte Wallace eine sehr erfolgreiche Karriere. Neben seinen vier Auszeichnungen als bester Verteidiger wurde er viermal zum NBA-All-Star und fünfmal in die NBA-Auswahl gewählt. 2004 gewann er mit den Detroit Pistons, bei denen er insgesamt neun Jahre aktiv war, die NBA-Meisterschaft. Wallace wird häufig als bester ungedrafteter NBA-Spieler überhaupt angesehen.

## Karriere

### Jugend und College
Wallace wuchs als zehntes von elf Kindern im ländlichen Alabama auf. Als vielseitig begabter Highschool-Sportler bekam er Auszeichnungen für Basketball, Baseball und American Football. Da er den direkten Weg in eine Universität nicht schaffte, besuchte er zwei Jahre lang ein Junior College. Anschließend nahm er 1994 auf Empfehlung des ehemaligen NBA-Profis Charles Oakley ein Sport-Stipendium der Virginia Union University an. Nach zwei weiteren Jahren beendete er seine College-Laufbahn und versuchte den Sprung in die NBA. In der NBA Draft von 1996 wurde er allerdings von keinem Team gedraftet.

### NBA

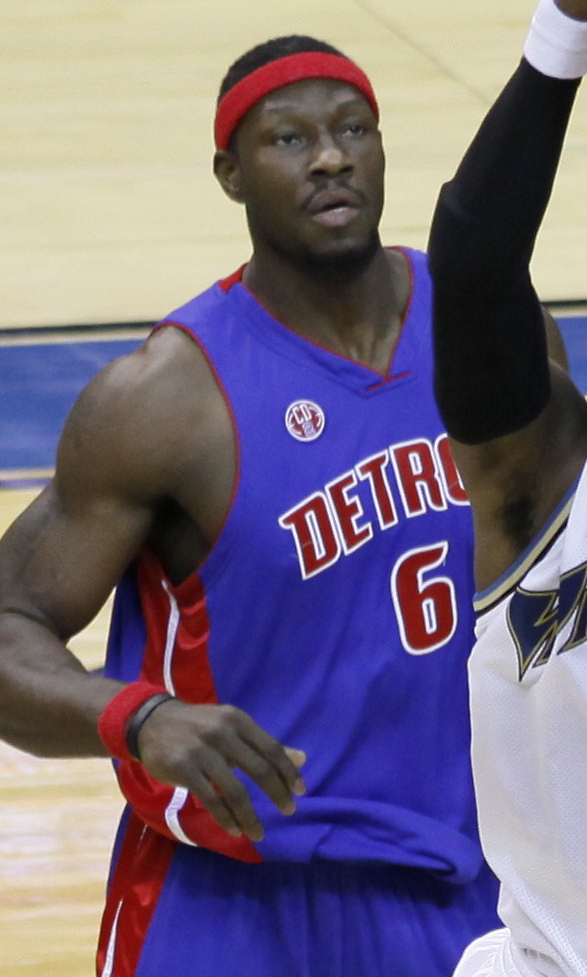
Wallace im Trikot der Pistons (2012)

Nachdem Wallace in der Draft nicht ausgewählt worden war, konnte er als Free Agent über gute Leistungen in der NBA Summer League doch noch einen Vertrag bei den Boston Celtics bekommen, die ihn jedoch noch vor Saisonbeginn wieder entließen. Boston wollte den kaum mehr als zwei Meter großen Wallace als Flügelspieler einsetzen, wofür diesem allerdings das Ball- und Wurfgefühl fehlte. Ein anderes Team, die Washington Bullets (heute Washington Wizards), boten Wallace dennoch einen Vertrag an. Drei Jahre spielte Wallace für die Bullets, bis diese ihn im Austausch für Isaac Austin zu den Orlando Magic schickten. Nach nur einer Saison mit Orlando wechselte Wallace im Tausch gegen Grant Hill zu den Detroit Pistons.
Mit den Pistons wurde Wallace 2004 NBA-Champion und war entscheidend am Erfolg des Teams beteiligt. Im folgenden Jahr erreichte das Team die Finals erneut, verlor jedoch gegen die San Antonio Spurs um Superstar Tim Duncan. In den Spielzeiten 2001/02 bis 2005/06 wurde er jedes Jahr in das NBA All-Defensive First Team berufen, in der Spielzeit 2006/07 ins Second Team. Als erster in der Draft unberücksichtigter Spieler wurde Wallace 2003 für das NBA All-Star Game nominiert. In den Jahren 2004, 2005 und 2006 folgten drei weitere Teilnahmen am All-Star Game. In der Saison 2001/02 führte er die NBA-Statistiken bei den Rebounds und Shotblocks an, was vor ihm nur Kareem Abdul-Jabbar (1975/76), Bill Walton (1976/77) und Hakeem Olajuwon (1989/90) gelungen war (vor 1973 wurden die Shotblocks nicht gezählt, weshalb Bill Russell und Wilt Chamberlain in dieser Reihe fehlen).
Nach der Saison 2005/06 wechselte er als Free Agent zu den Chicago Bulls, bei denen er einen Vierjahresvertrag über 60 Mio. US-Dollar unterschrieben hatte. Während der Saison 2007/08 wurde er zusammen mit Power Forward Joe Smith im Tausch gegen Drew Gooden, Larry Hughes, Shannon Brown und Cedric Simmons zu den Cleveland Cavaliers getradet. Von Cleveland wurde er 2009 in einem der größten Blockbuster-Trades der NBA im Austausch für Shaquille O’Neal nach Phoenix gesendet. Mit den Phoenix Suns vereinbarte er anschließend eine Vertragsauflösung.
Am 12. August 2009 unterschrieb er erneut einen Vertrag bei den Detroit Pistons. Nach der Saison 2011/2012 beendete er seine Karriere.
Im Januar 2016, beim Spiel zwischen den Detroit Pistons und den Golden State Warriors, wurde Wallaces mit der Nummer 3 während der Halbzeitpause unter das Hallendach des Palace of Auburn Hills gehängt. Seine Nummer wird damit bei den Pistons nicht mehr vergeben.
Am 16. Mai 2021 wurde bekanntgegeben, dass Wallace in die Naismith Memorial Basketball Hall of Fame aufgenommen wird.

## Erfolge und Auszeichnungen
- NBA-Champion: 2004
- All-NBA Second Team (3): 2003, 2004, 2006
  - All-NBA Third Team (2): 2002, 2005
- NBA All-Star (4): 2003, 2004, 2005, 2006
- NBA Defensive Player of the Year (4): 2002, 2003, 2005, 2006
- NBA All-Defensive First Team (5): 2002–2006
  - NBA All-Defensive Second Team: 2007
- Meiste Rebounds pro Spiel (2): 2001, 2003
- Meiste Blocks pro Spiel: 2002
- NBA Player of the Month: März 2002
- Trikotnummer 3 wird von den Pistons nicht mehr vergeben

## Sonstiges
Durch seine einschüchternde Art der Verteidigung bekam er den Spitznamen „Big Ben“. Sowohl bei der Spielervorstellung zu Beginn eines Spiels als auch bei erfolgreichen Aktionen seinerseits bei Heimspielen war stets der markante Westminsterschlag des Big Ben zu hören.